# Vähä-Rapanen
Vähä-Rapanen är en sjö i Finland. Den ligger i kommunen Heinola i landskapet Päijänne-Tavastland, i den södra delen av landet, 140 km norr om huvudstaden Helsingfors. Vähä-Rapanen ligger 90,7 meter över havet. I omgivningarna runt Vähä-Rapanen växer i huvudsak blandskog. Arean är 13,1 hektar och strandlinjen är 2,52 kilometer lång. Sjön  ingår i Kymmene älvs huvudavrinningsområde. 